# رستيو جبلي
رستيو جبلي (الاسم العلمي:Restio montanus) هي نوع من النباتات تتبع جنس الرستيو من الفصيلة الرستيونية.